# Фрай-Луис-Бельтран
Фрай-Луис-Бельтран (исп. Fray Luis Beltrán) — город и муниципалитет в департаменте Сан-Лоренсо провинции Санта-Фе (Аргентина).

## История
Основан в 1892 году Хуаном Доминго Борги. Назван в честь настоятеля монастыря Сан-Карлос в Сан-Лоренсо, где в 1813 году после сражения при Сан-Лоренсо выхаживали раненых солдат Хосе де Сан-Мартина.